# Erik Nash
Erik Nash (* 21. Dezember 1959) ist ein VFX Supervisor, der 2005, 2012 und 2014 für den Oscar in der Kategorie Beste visuelle Effekte nominiert wurde. 

## Leben
Er studierte am Occidental College in Los Angeles und machte einen Abschluss als Bachelor of Arts im Bereich Visuelle Kommunikation. Danach begann er als Kameraassistent für Visuelle Effekte bei der Spezialeffekt-Firma Apogee, Inc., wo er an dem Film Star Trek: Der Film mitwirkte. Anschließend arbeitete er an verschiedenen Kurzfilmen von Douglas Trumbull, mit dem er zusammen an Star Trek: Der Film gearbeitet hatte.
Anfang der 1990er war er für insgesamt acht Staffeln bei den Serien Raumschiff Enterprise – Das nächste Jahrhundert und Star Trek: Deep Space Nine. 1995 wechselte er als Spezialist für visuelle Effekte zu Digital Domain. In den darauffolgenden Jahren  wirkte er in dieser Funktion bei Filmen wie Titanic, Armageddon – Das jüngste Gericht und Red Planet. 2005 wurde er für den Film I, Robot zusammen mit John Nelson, Andrew R. Jones und Joe Letteri für den Oscar in der Kategorie Beste visuelle Effekte nominiert. In der gleichen Kategorie wurde er 2012 für Real Steel nochmals nominiert. Eine weitere Nominierung folgte 2014 für Iron Man 3. Er ist Mitglied der Academy of Motion Picture Arts and Sciences.

## Filmografie (Auswahl)
- 1979: Star Trek: Der Film (Star Trek: The Motion Picture)
- 1991–1994: Raumschiff Enterprise – Das nächste Jahrhundert (Star Trek: The Next Generation)
- 1993: Die Coneheads (Coneheads)
- 1993: Star Trek: Deep Space Nine
- 1994: Tödliche Geschwindigkeit (Terminal Velocity)
- 1995: Apollo 13
- 1996: Außer Kontrolle (Chain Reaction)
- 1996: Immer Ärger mit Sergeant Bilko (Sgt. Bilko)
- 1997: Kundun
- 1997: Titanic
- 1998: Armageddon – Das jüngste Gericht (Armageddon)
- 1999: EDtv
- 2000: Red Planet
- 2000: O Brother, Where Art Thou? – Eine Mississippi-Odyssee (O Brother, Where Art Thou?)
- 2000: Rules – Sekunden der Entscheidung (Rules of Engagement)
- 2002: Star Trek: Nemesis
- 2002: xXx – Triple X (xXx)
- 2002: The Time Machine
- 2003: Löwen aus zweiter Hand (Secondhand Lions)
- 2004: I, Robot
- 2005: Stealth – Unter dem Radar (Stealth)
- 2006: Die Super-Ex (My Super Ex-Girlfriend)
- 2007: Pirates of the Caribbean – Am Ende der Welt (Pirates of the Caribbean: At World's End)
- 2011: Real Steel (Real Steel)
- 2012: Marvel’s The Avengers (The Avengers)
- 2013: Iron Man 3